# اتيان مارسيل

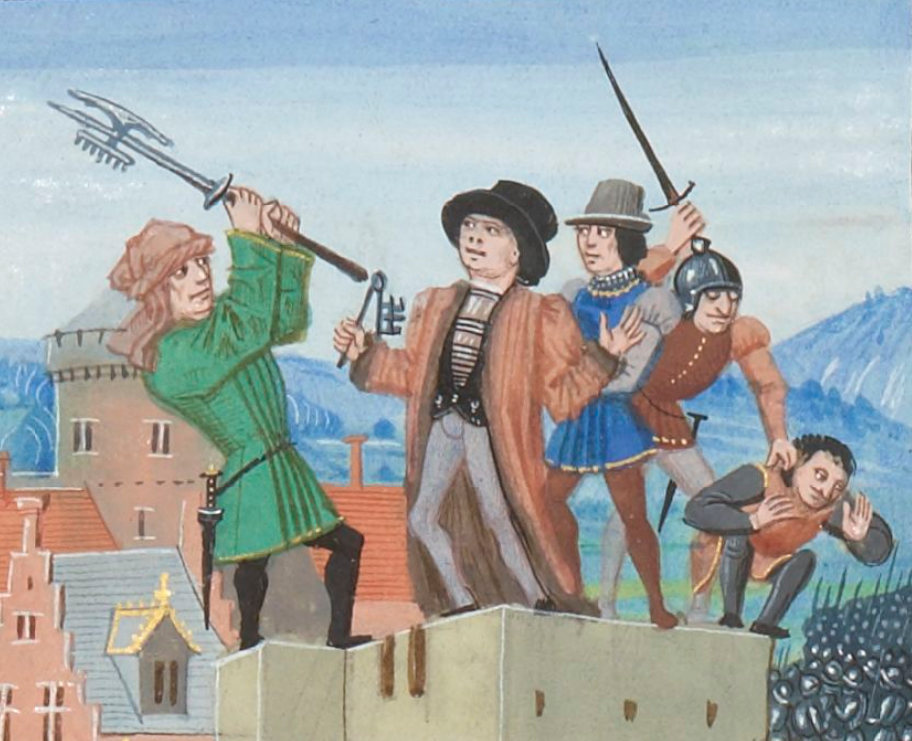
لوحة توضح اتيان مارسيل وهو يعطي مفاتيح باريس

اتيان مارسيل (بالفرنسية:Étienne Marcel) ولد بين أعوام 1302 و 1310 ومات في 1358 وكان شيخ تجار باريس. يوجد خلاف على شخصيته ولكن يعتبره البعض من آباء الديمقراطية لأنه قال للملك لا. على اسمه توجد محطة مترو قرب مترو الشاتليه.

خريطة فرنسا في عام 1350 وتبدو ممالكها آنذلك

## قصته مع سجن الباستيل
كان الملك بحاجة إلى أموال لبناءالحصن الباستيل، فاعترض على ذلك نقيب التجار اتيان مارسيل، وكان أغنى رجل في باريس آنذاك، مما جعل بعض المؤرخين يصفون هذا الرجل بأنه أب من آباء الديمقراطية لوقوفه في وجه الملك. ولكن البعض يقول أنه كان له دوافع شخصية بحتة، فقد كان يجهز لاستيلاء شارل الثاني ملك نافارا الذي يُسمي شارل السيئ بالفرنسية (Charles Le Mauvais) على العرش وتوطيد نفوذ الإنكليز.

## تكريمه
سميت على اسمه العديد من المعالم والشوارع، وكذلك محطة مترو في وسط باريس قرب شاتليه (مترو باريس) وهي مترو إتيان مارسال (مترو باريس).